# Видуше
Видуше или Видуша (мкд. Видуше) су насељено место у Северној Македонији, у западном делу државе. Видуше припадају општини Маврово и Ростуша.

## Географија
Насеље Видуше је смештено у западном делу Северне Македоније. Од најближег већег града, Дебра, насеље је удаљено 20 km североисточно.
Видуше се налазе у доњем делу историјске области Река. Насеље је положено на североисточним висовима планине Дешат, док се даље ка истоку тло стрмо спушта у уску долину реке Радике. Надморска висина насеља је приближно 1.060 m.
Клима у насељу је планинска.

## Становништво
По попису становништва из 2002. године Видуше су имале 185 становника.
Претежно становништво у насељу су етнички Македонци (82%), а у мањини су Турци (13%). Заправо, целокупно становништво је торбешко.
Већинска вероисповест у насељу је ислам..